# Wilhelm-Spindler-Brücke
Die Wilhelm-Spindler-Brücke ist eine Spannbetonbrücke im Berliner Bezirk Treptow-Köpenick und entstand 2002 als ein Teil des Bauprojekts Tangentiale Verbindung Ost zur Umgehung der Altstadt Köpenick. Benannt ist das die Spree überbrückende Bauwerk nach dem sozial engagierten Berliner Unternehmer Wilhelm Spindler.

## Geschichte

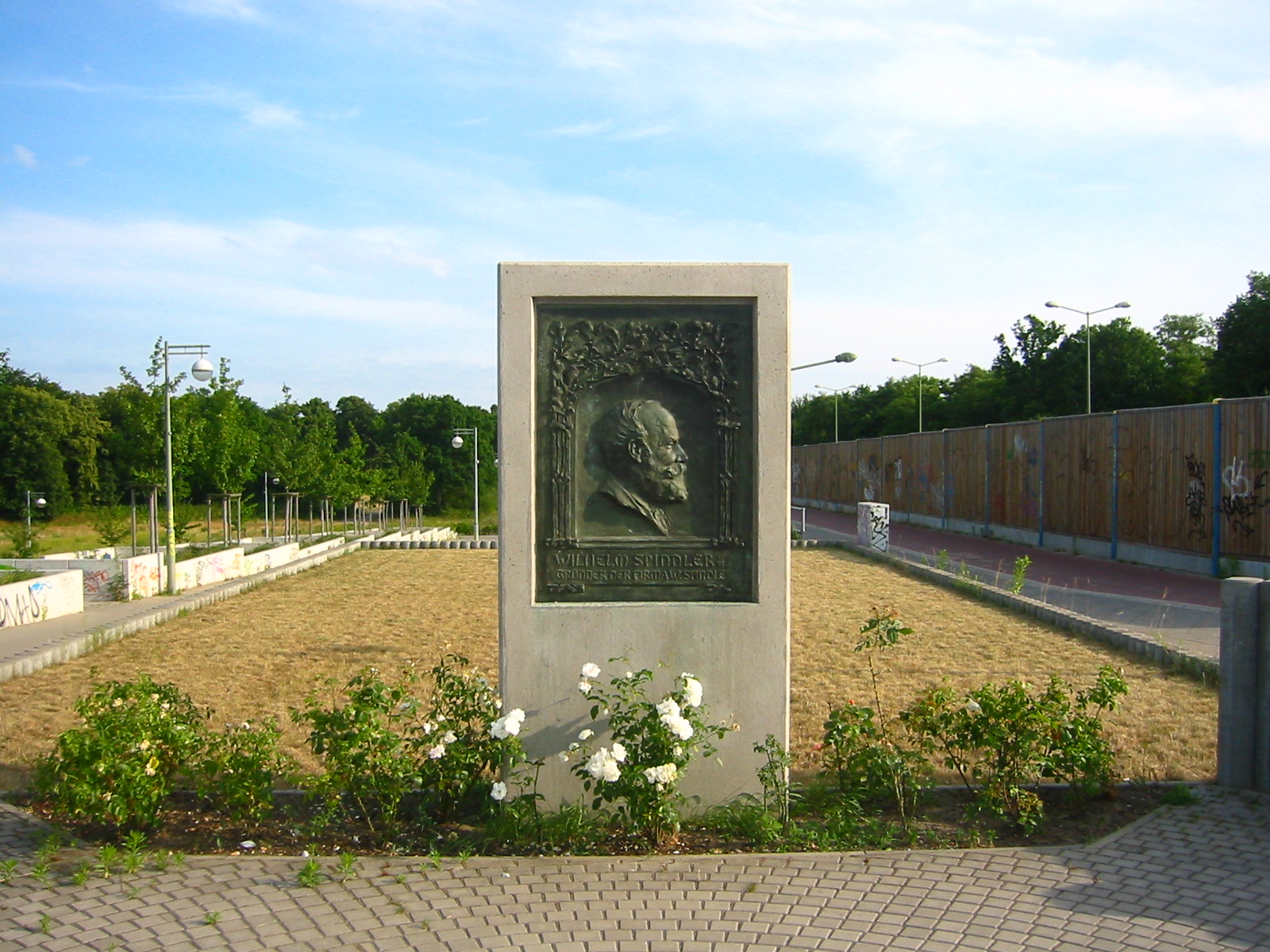
Denkmal für Wilhelm Spindler an der nach ihm benannten Brücke

Schon Anfang der 1970er Jahre plante der Magistrat von Ost-Berlin Maßnahmen zur Verkehrsentlastung der Köpenicker Altstadt im Rahmen des „Generalverkehrsplans der Hauptstadt der DDR“. Er ließ dazu die Hauptverkehrsstraßen Oberspreestraße, An der Wuhlheide, den Abschnitt Bahnhofstraße – Friedrichshagener Straße, Salvador-Allende-Straße und Wendenschloßstraße modernisieren und mehrstreifig ausbauen. Nach der politischen Wende und der geänderten verwaltungsmäßigen Zuständigkeit führte nun die Senatsverwaltung für Bauen, Wohnen und Verkehr das Projekt weiter. Als weitere wichtige Maßnahme war eine neue Spreeüberquerung mit Verbindungsstraße zu realisieren. Die Berliner Filiale der Firma Schälerbau errichtete entsprechend den vorausgegangenen Planungen eine dreifeldrige Spannbetonbrücke mit einzelligen Hohlkastenträgern und zwei getrennten Überbauten je Fahrtrichtung. Die Pfeiler stehen auf Flachgründungen aus Unterwasserbeton. Alle Sichtflächen des Bauwerks wie die Widerlager, Stützen und Flügelwände sind mit hellgrauem Oberlausitzer Granit verkleidet. Die Brücke erhielt außerdem fünf Leuchtmasten, beleuchtete Schifffahrtszeichen und Radarreflektoren für die Schifffahrt. Die Wilhelm-Spindler-Brücke befindet sich 50 m flussaufwärts einer seit 1940 vorhandenen 13 m breiten zweigleisigen Eisenbahnbrücke, über die der Berliner Außenring führt.

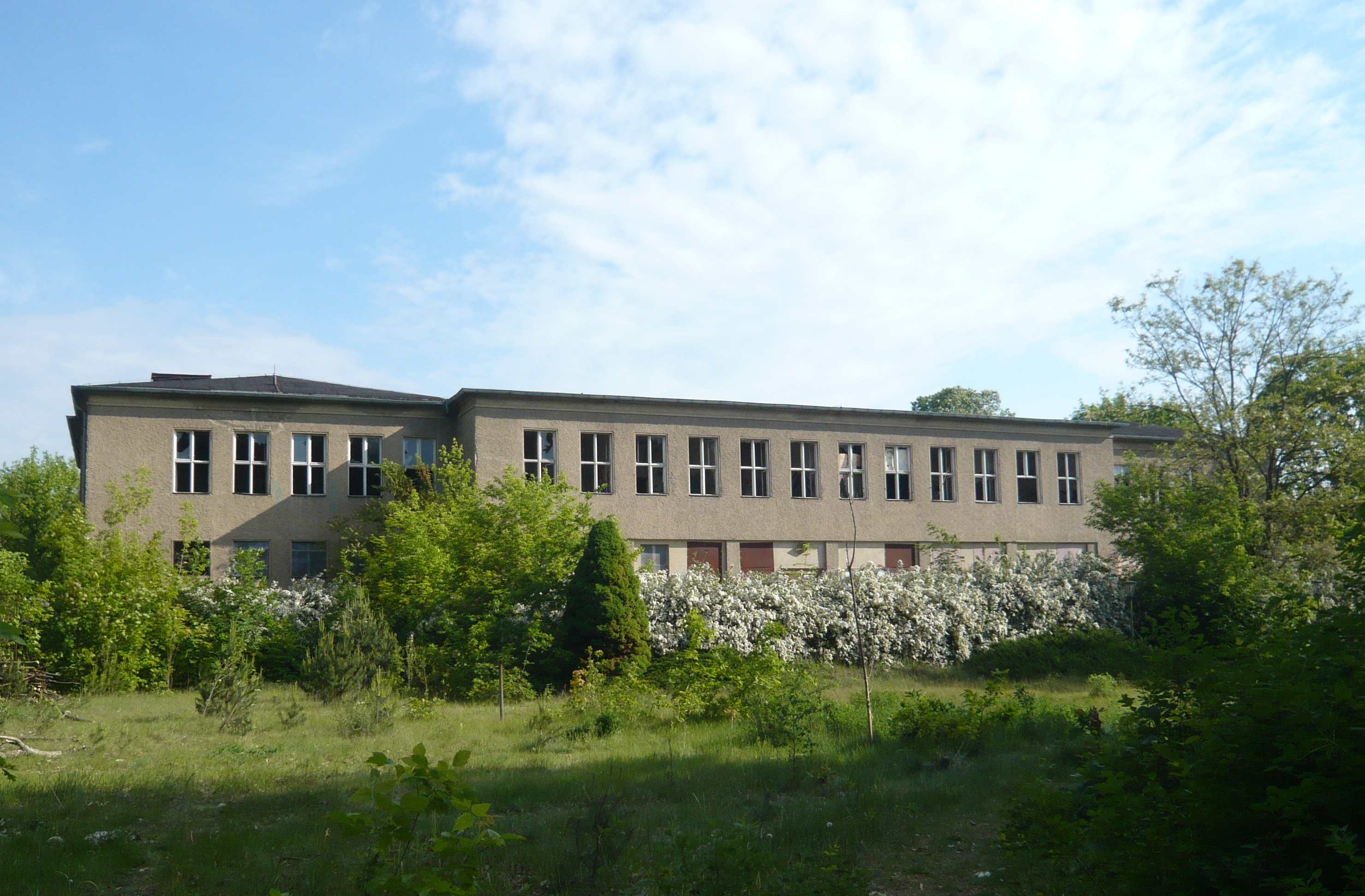
Kulturhaus-Ruine, Mai 2009

Anlässlich der Verkehrsfreigabe der neuen Straßenbrücke ehrten die Stadt Berlin und die Bezirksverordnetenversammlung Treptow-Köpenick mit der Namensvergabe Wilhelm-Spindler-Brücke das für die Stadt Berlin bedeutende Engagement des Wäschereibesitzers Wilhelm Spindler, nach dem 1873 bereits ein Gebiet der damaligen Stadt Köpenick in Spindlersfeld benannt worden war. Am südlichen Brückenende wurde gleichzeitig ein Denkmal für Spindler eingeweiht, und die Verbindungsstraße erhielt die Bezeichnung Spindlersfelder Straße. Im Frühjahr 2009 erfolgten erste Instandhaltungsarbeiten an der Brücke. Über die neue Brücke führt der Europaradweg R1.

## Benachbartes
- Ernst-Grube-Park
- ehemalige Betriebssportplätze der BSG KWO Berlin
- ehemaliges Kulturhaus Erich Weinert (zwischen 1990 und 2001 „Eurotower“);[7] steht leer und zerfällt (Stand: Mai 2009)